# Прогресс (видавництво)
«Прогре́сс» — радянське і російське видавництво, створене в 1931 році. Спеціалізується на випуску літератури іноземними мовами й перекладах видань.

## Історія
Центральне видавництво в системі Державного комітету Ради Міністрів СРСР у справах видавництв, поліграфії і книжкової торгівлі, випускало радянську літературу гуманітарного профілю (насамперед — ідеологічну) іноземними мовами, а також перекладну літературу російською мовою. Знаходилося в Москві. Засноване в 1931 році під назвою Видавництво Товариства іноземних робітників в СРСР. З 1939 — Видавництво літератури іноземними мовами, у 1963 після реорганізації цього видавництва та Видавництва іноземної літератури отримало назву «Прогресс».

1982 року розділене на видавництва «Прогресс» (наукова і політична література) та «Радуга» (художня література).